# Robert Ghiz

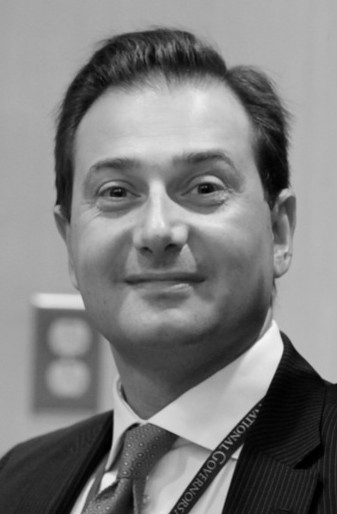
Robert Ghiz

Robert Ghiz (* 21. Januar 1974 in Charlottetown, Prince Edward Island) ist ein kanadischer Politiker. Er war vom 12. Juni 2007 bis zum 23. Februar 2015 Premierminister der Provinz Prince Edward Island. Während dieser Zeit war er Vorsitzender der Prince Edward Island Liberal Party. Sein Vater Joe Ghiz hatte von 1986 bis 1993 dieselben Ämter inne.

## Biografie
Ghiz wuchs in Charlottetown auf. Er diente in den frühen 1990er Jahren in der Reserve der kanadischen Streitkräfte, während seiner Highschool-Zeit. Er machte seinen Bachelor in Politikwissenschaft an der Bishop’s University in Sherbrooke. Nach dem Tod seines Vaters im Jahr 1996 zog Ghiz nach Ottawa, wo er zunächst als persönlicher Mitarbeiter von Vizepremier Sheila Copps tätig war. Ab 1998 arbeitete er bei der Bank of Nova Scotia. 2001 schloss er sich dem Stab des kanadischen Premierministers Jean Chrétien an, als Berater für die Belange der atlantischen Provinzen.
Im April 2005 kandidierte Ghiz um den Vorsitz der Prince Edward Island Liberal Party, die damals in der Opposition war. Dabei setzte er sich gegen den früheren Gesundheitsminister Alan Buchanan durch. Bei den nachfolgenden Wahlen in die Legislativversammlung von Prince Edward Island am 29. September 2003 gewann er im Wahlkreis Charlottetown-Rochford Square und wurde daraufhin Oppositionsführer. Bei den Wahlen am 28. Mai 2007 führte Ghiz die Liberalen zu einem überragenden Wahlsieg. Das Amt des Premierministers trat er zwei Wochen später an, am 12. September, womit die elfjährige Amtszeit seines konservativen Vorgängers Pat Binns beendet wurde.
Ghiz’ Wahl bedeutete, dass zum zweiten Mal in der Geschichte der Provinz der Sohn eines Premierministers das höchste Regierungsamt antrat: Thane Campbell hatte von 1936 bis 1943 regiert, dessen Sohn Alex Campbell von 1966 bis 1978; beide gehörten ebenfalls der Liberalen Partei an. Bei den Wahlen am 3. Oktober 2011 sicherten sich die Liberalen 23 der 27 Sitze in der Legislativversammlung, einen weniger als zuvor. Am 13. November 2014 gab Ghiz seinen bevorstehenden Rücktritt bekannt, sobald die Partei einen neuen Vorsitzenden bestimmt habe. Er deutete die Möglichkeit an, zukünftig auf Bundesebene politisch aktiv zu sein. Das Amt des Premierministers übergab er am 23. Februar 2015 an Wade MacLauchlan, einen Tag später trat er auch als Abgeordneter zurück.